# Конституція Югославії 1974 року
Конституція СФРЮ 1974 — третя і остання конституція Соціалістичної Федеративної Республіки Югославії. Набула чинності 21 лютого 1974 року. Дія конституції остаточно припинилася в результаті розпаду Югославії, що завершився у 1992 році.
| Право | Це незавершена стаття з права. Ви можете допомогти проєкту, виправивши або дописавши її. |